# Multiresistenz
Als Multiresistenz (von multi- u. Resistenz) bezeichnet man in der Medizin eine Form der Antibiotikum- oder Virostatikum-Resistenz, bei der Keime (Bakterien oder Viren) als sogenannte Superkeime gegen mehrere verschiedene Antibiotika beziehungsweise Virostatika unempfindlich sind. Sie werden auch als MRE-Keime (multiresistente Erreger) bezeichnet. Ähnliches gilt für die einzelligen Parasiten der Gattung Plasmodium, zu denen die Erreger der Malaria gehören.

## Überblick
Nachdem in den letzten Jahrzehnten vor allem multiresistente grampositive Bakterien (Stichworte MRSA, Glykopeptid-resistente Enterokokken bzw. Vancomycin-resistente Enterokokken) als Auslöser von nosokomialen Infektionen („Krankenhausinfektionen“) im Fokus der Mediziner standen, trifft dies seit Ende des 20. Jahrhunderts auch auf einige gramnegative Bakterien zu. Deren Resistenz beruht meistens auf der Produktion von β-Lactamasen (Beta-Lactamasen), dies sind Enzyme, die bestimmte Wirkstoffe innerhalb der Gruppe der β-Lactam-Antibiotika abbauen oder verändern und damit unwirksam machen. Besondere Aufmerksamkeit wird dabei den Extended Spectrum β-Lactamasen (ESBL) zuteil, da durch diese Untergruppe der Lactamasen weitere Antibiotikagruppen, wie bestimmte Penicilline (z. B. Piperacillin) und Cephalosporine unwirksam werden. Die Gene, die die Erbinformation für diese Enzyme codieren, können über ein Plasmid zwischen verschiedenen gramnegativen Bakterien-Arten ausgetauscht werden, durch diesen horizontalen Gentransfer verbreitet sich diese Form der Antibiotikaresistenz unter ihnen.
Wissenschaftler des Robert Koch-Instituts (RKI) haben in einer Veröffentlichung von 2003 auf Erkenntnisse der Grundlagenforschung zu ESBL und auf Schlussfolgerungen für die Prävention, beispielsweise bei der Krankenhaushygiene hingewiesen. Das RKI hat 2007 in seiner Reihe Epidemiologisches Bulletin eine Zusammenfassung über die molekularbiologischen Grundlagen der Cephalosporin-Resistenz bei Enterobakterien herausgegeben. Bereits in diesem Schriftstück wird auf die Kopplung von β-Lactam- und Fluorchinolon-Resistenz aufmerksam gemacht. Die Antibiotikagruppe der Fluorchinolone weist eine andere chemische Struktur und einen anderen Wirkungsmechanismus als die β-Lactam-Antibiotika auf, es handelt sich um sogenannte Gyrasehemmer. Zu Beginn des 21. Jahrhunderts wurde man in einigen europäischen Ländern auf die verbreitete Resistenz gegen eine weitere klinisch wichtige Antibiotikagruppe aufmerksam, gegen die Carbapeneme. Sie werden durch bakterielle Enzyme, die als Carbapenemasen bezeichnet werden, inaktiviert, diese kommen erneut bei einigen gramnegativen Bakterien vor. Wichtige Untergruppen dieser Enzyme werden mit VIM (Verona-Integron-Metallo-β-Lactamasen) und NDM (New-Delhi-Metallo-β-Lactamasen) bezeichnet. Aber auch nach einem Bakterium benannte Enzyme fallen in diese Gruppe, z. B. die Klebsiella pneumoniae Carbapenemase (KPC), deren Vorkommen aber eben nicht auf Klebsiella pneumoniae beschränkt blieb.
Da die Multiresistenz bei gramnegativen Bakterien durch derart viele verschiedene Resistenzgene bzw. Enzyme verursacht wird, war eine neue Definition erforderlich, bei der nicht die Resistenzmechanismen im Vordergrund stehen, sondern gegen welche klinisch bedeutsamen Antibiotikagruppen die Bakterien resistent sind. Dies führte zur Definition der multiresistenten gramnegativen Stäbchen-Bakterien (MRGN) durch die beim RKI eingerichtete Kommission für Krankenhaushygiene und Infektionsprävention (KRINKO), die 2012 veröffentlicht wurde. Dabei wurden vier Antibiotikagruppen definiert, die bei einer schweren Infektion mit gramnegativen Bakterien (sowohl Mitglieder der Enterobakterien wie auch sogenannte Nonfermenter) klinisch eingesetzt werden.
Neben diesen genannten multiresistenten Erregern ist – weltweit betrachtet – auch die Multiresistenz von Krankheitserregern, die schwere Infektionskrankheiten hervorrufen, ein großes Problem. Da in Deutschland oder Europa derartige Krankheiten selten sind, stehen sie nicht so im Fokus der Berichterstattung. Beispiele sind multiresistente Mycobacterium-tuberculosis-Stämme (Erreger der Tuberkulose) oder einzellige Erreger aus der Gattung Plasmodium (früher zu den Protozoen gezählt), die Malaria verursachen und die gegen mehrere üblicherweise eingesetzte Wirkstoffe oder Wirkstoffkombination resistent sind (siehe Abschnitt Chemoprophylaxe und Therapie bei Malaria).
Multiresistenz von Bakterien gegen Antibiotika stellt in der Medizin ein immer größer werdendes Problem dar.

## Ursachen
Es gibt verschiedene Ursachen, die zu einer Zunahme der Multiresistenz führen:
1. Unzuverlässige Medikamenteneinnahme (Compliance) des Patienten:
 Bei Unterdosierung oder vorzeitiger Beendigung der Behandlung werden die Erreger nur teilweise abgetötet. Die überlebenden Bakterien oder Viren sind oft diejenigen mit einer erhöhten natürlichen Resistenz. Deren Erbanlagen werden an künftige Generationen weitergegeben, so dass beim nächsten Einsatz des gleichen Medikamentes kein Erfolg mehr erzielt wird. Nicht die Person, sondern der Krankheitserreger wird gegen das Antibiotikum resistent. Wird die Einnahme eines Antibiotikums vorzeitig abgebrochen, haben die überlebenden resistenteren Erreger keine Konkurrenz mehr. Eine unvollständige Einnahme bewirkt somit eine Selektion, wodurch resistentere Keime, die die vorgeschriebene Dosierung nicht überlebt hätten, sich nun ungehindert vermehren und einen neuen resistenten Stamm bilden können. Bei dieser Art von Behandlungsfehler ist ein Rückfall zu erwarten. Außerdem können die resistenten Erreger auf andere Menschen übertragen werden. Multiresistente Erreger entstehen, wenn sich Vorgänge, die zur Resistenzbildung führen, in Anwesenheit noch weiterer Antibiotika wiederholen.
2. Häufiger, oft unnötiger Einsatz von Antibiotika:
 Es werden Antibiotika bei viralen Infekten verschrieben, obwohl sie hier gar nicht helfen. Dadurch kommt es zu einem häufigeren Kontakt von möglichen Krankheitserregern mit dem eingenommenen Antibiotikum. Durch natürliche Mutationen zufällig gegen das eingesetzte Antibiotikum resistente Bakterien können sich nun gegenüber den nicht-resistenten Bakterienstämmen besser behaupten und schneller vermehren. Aus solchen resistenten Stämmen können sich durch Mutation virulente Erreger entwickeln, die in die Umwelt gelangen bzw. auf andere Menschen übertragen werden.
3. Einsatz von Antibiotika in der Lebensmittelindustrie:
In der Intensivtierhaltung werden häufig Antibiotika dem Tierfutter beigemischt, um den Ertrag zu steigern. Viele dieser Antibiotika sind verwandt oder identisch mit den in der Humanmedizin verwendeten. Dadurch, dass sie vom Menschen beim Verzehr des Fleisches in geringen und somit die Selektion fördernden Mengen aufgenommen werden, können sich wiederum resistente Bakterienstämme entwickeln, die auch Probleme in der Humanmedizin verursachen können.
4. Nicht testgerechter oder indikationsgerechter Einsatz von Antibiotika:
Es werden oft hochwirksame, so genannte Breitspektrumantibiotika bei bakteriellen Infekten eingesetzt, bei denen z. B. Penicillin noch ausreichend wirksam wäre. Durch diesen breiten Einsatz hochwirksamer Antibiotika wird wiederum die Selektion von multiresistenten Bakterien gefördert. Im Ernstfall ist dann möglicherweise später dieses hochwirksame Medikament nicht mehr wirksam.
5. Antibiotika und bereits resistente Keime in Abwässern von Kommunen, Krankenhäusern und Mastbetrieben. So gelangen einerseits resistente Keime in die Umwelt und zum anderen geschieht eine Exposition der Stämme in der Umwelt durch Antibiotika und deren Anpassung daran.[5]
6. Sonderfall HIV-Therapie:
Da eine Heilung bei einer HIV-Infektion noch nicht möglich ist, ist bisher eine lebenslange Therapie mit Virostatika notwendig. Schon früh hat man entdeckt, dass eine so genannte Monotherapie mit nur einem Medikament nicht lange wirksam ist. Das HI-Virus ist sehr rasch in der Lage, resistent gegen das Medikament zu werden. Deshalb wird von Beginn an eine Mehrfachkombination gegeben, damit wird die Wahrscheinlichkeit einer Resistenzentwicklung gemindert. Trotzdem kommt es während der Therapie oft zur Entwicklung einer Mehrfachresistenz. Es werden deshalb ständig neue Medikamente entwickelt.

## Multiresistente Problemstämme
Die epidemiologische Überwachung in sogenannten Surveillance-Systemen soll den Wissenschaftlern verlässliche Daten zur gehäuften Antibiotikaresistenz liefern. Die Vorgaben, welche Krankheitserreger mit welchen Antibiotikaresistenzen überhaupt überwacht werden, ändern sich im Laufe der Zeit, da möglicherweise bei nosokomialen Infektionen Bakterien isoliert werden, von denen zuvor angenommen wurde, dass es sich um opportunistische Erreger handelt. Oder die Laboruntersuchung von medizinischen Proben mit Hilfe eines Antibiogramms ergibt, dass ein bestimmter Erreger neue Resistenzen aufweist.
Im SARI-Programm (siehe unten) werden Proben auf 13 häufige Erreger und ihre Antibiotikaresistenz untersucht, es handelt sich um Staphylococcus aureus, Streptococcus pneumoniae, Koagulase-negative Staphylokokken, Enterococcus faecium, Enterococcus faecalis, Escherichia coli, Klebsiella pneumoniae, Enterobacter cloacae, Serratia marcescens, Citrobacter spp., Pseudomonas aeruginosa, Acinetobacter baumannii und Stenotrophomonas maltophilia (Stand 2015). Das KISS-System (Krankenhaus-Infektions-Surveillance-System), koordiniert vom Nationalen Referenzzentrum für die Surveillance nosokomialer Infektionen am Institut für Hygiene und Umweltmedizin, Charité Berlin lieferte im Jahr 2008 Daten zu MRSA, VRE und ESBL-bildenden gramnegativen Bakterien. Die Auswahl der Erregergruppen wurde den neuen Erkenntnissen über multiresistente gramnegative Bakterien angepasst und beinhaltet nun Vancomycin-resistente Enterokokken (Enterococcus faecalis und Enterococcus faecium), 3MRGN und 4MRGN; MRSA wird in einem eigenen Modul MRSA-KISS erfasst (Stand 2015).

### Methicillin-resistenteStaphylococcus aureus(MRSA)-Stämme
Seit 1963 werden Staphylococcus aureus-Stämme beschrieben, die eine Mutation in ihrem Penicillin-Bindungsprotein II (PBP IIa) aufweisen und damit gegen alle Beta-Lactam-Antibiotika (unter anderem auch gegen sogenannte Beta-Lactamase-feste AB: Methicillin, Oxacillin, Flucloxacillin u. a. sogenannte Staphylokokken-Antibiotika) resistent sind. Wenn sie zudem eine Resistenz gegen andere Wirkstoffklassen aufweisen, können nur wenige Präparate zur Behandlung (z. B. Glykopeptide, wie Vancomycin oder Teicoplanin oder neuere und teurere Medikamente, wie Linezolid aus der Klasse der Oxazolidinone oder Tigecyclin aus der Klasse der Glycylcycline) verwendet werden.
MRSA werden mittlerweile weltweit gefunden und werden vor allem in der Intensivmedizin zu einem immer größeren Problem. So ist die Erkrankungshäufigkeit (Inzidenz) auf Intensivstationen in den USA bereits > 50 %, in Südeuropa und Frankreich > 30 %. In Deutschland liegt die Inzidenz in Krankenhäusern bei rund 15 bis 20 %, unterliegt jedoch regional großen Schwankungen. Auch bei ca. 2,5 % aller Bewohner von Alten- und Pflegeheimen können MRSA isoliert werden. MRSA ist der häufigste Grund für Infektionen der Haut, der Weichteile und für Infektionen durch ärztliche Eingriffe.
Wie andere S. aureus-Stämme können auch MRSA als Besiedlungskeim auf der Nasen- und Rachenschleimhaut vorkommen, ohne dass der Patient erkrankt. So entstehen Keimreservoirs, die andere immungeschwächte Patienten anstecken können. Besonders gefährlich sind Keimbesiedlungen beim Krankenhauspersonal, da hier eine kontinuierliche Ansteckungsgefahr für Patienten mit Immundefizienz (z. B. bei offenen Wunden, intravasalen Kathetern, Dialyse- oder Beatmungspflicht) gegeben ist.
Weitere Entwicklungen von Antibiotika gegen MRSA-Stämme sind denkbar.

### Vancomycin-intermediär-sensibleStaphylococcus aureus(VISA)-Stämme
Seit einigen Jahren treten in Japan MRSA-Stämme auf, die auch gegen Glykopeptide intermediär unempfindlich sind. Einzelne Fälle sind auch in den USA, Frankreich, Hongkong und Thailand aufgetreten. Es ist wahrscheinlich, dass sich diese Stämme auch weiter ausbreiten werden.

### Vancomycin-resistenteStaphylococcus aureus(VRSA)-Stämme
Von tatsächlich Vancomycin-resistenten S. aureus-Stämmen (VRSA) sind erst sehr wenige Fälle in den USA beschrieben worden. Sie sind im Gegensatz zu den VISA-Stämmen dadurch charakterisiert, dass sie das die Glykopeptid-Resistenz kodierende, aus Vancomycin/Glykopeptid-resistenten Enterokokken (VRE/GRE) stammende vanA-Gen besitzen.

### Vancomycin-resistente Enterokokken (VRE)-Stämme
Diese resistente Bakteriengruppe wird auch als Glykopeptid-resistente Enterokokken (GRE) bezeichnet, Vancomycin ist ein bekannter Vertreter aus der Wirkstoffgruppe der Glykopeptid-Antibiotika. Bei den Bakterienarten handelt es sich um Vertreter der grampositiven Gattung Enterococcus, Enterococcus faecalis und Enterococcus faecium. Bei intensivmedizinisch betreuten Patienten waren sie 2011 der zweithäufigste Erreger von Infektionen der Blutbahn. Es sind oft immunsupprimmierte und schwer erkrankte Patienten betroffen. Es gibt sogenannte Hospital-assoziierte Stämme, die endemisch für ein Krankenhaus sind. Im Vergleich zu Besiedlungsstämmen, die Bestandteil der Darmflora oder Hautflora des Menschen sein können, weisen sie eine höhere Antibiotikaresistenzrate auf. Neben Glykopeptid-Antibiotika sind sie gegen Aminoglykoside und Beta-Lactam-Antibiotika resistent. Surveillance-Studien in Deutschland zufolge sind 11–13 % der bei nosokomialen Infektionen isolierten E. faecium Stämme resistent gegen Vancomycin (Stand 2008).

### Extended Spectrum β-Lactamase (ESBL) produzierende Erreger
Extended Spectrum β-Lactamase produzierende Erreger sind Bakterien, die durch eine Punktmutation innerhalb der das β-Lactamase-Enzym exprimierenden Gene nunmehr in der Lage sind, die Extended Spectrum β-Lactamase zu produzieren. Dieses veränderte Enzym kann ein größeres Spektrum an β-Lactam-haltigen Antibiotika spalten. ESBL tragende Bakterien sind daher resistent gegen Penicilline, Cephalosporine (Generation 1–4) und gegen Monobactame. Hauptsächlich E.. coli und Klebsiellen (gramnegative Bakterien) weisen ESBL-Gene auf.

### Carbapenem-resistenteKlebsiella pneumoniae(KPC)-Stämme
Erstmals 2001 wurde an einen bestimmten Klebsiella pneumoniae-Stamm die Bildung einer Carbapenemase (carbapenem-hydrolyzing beta-lactamase), der sogenannten KPC, beobachtet. Die KPC bewirkt eine Resistenz der Klebsiellen (gramnegative Bakterien) gegenüber bestimmten Antibiotika, den Carbapenemen. Zu diesen gehören etwa die Arzneistoffe Imipenem und Meropenem. Die Aktivität der Carbapenemase wird jedoch in Gegenwart von Clavulansäure unterdrückt. Der untersuchte carbapenemresistente Klebsiella pneumoniae-Stamm (carbapenem-resistant Klebsiella pneumoniae, CRKP) „1534“ zeigte weiterhin Resistenz gegen alle Cephalosporine und Aztreonam und ist damit weitgehend unempfindlich gegen viele moderne Antibiotika. Es sind verschiedene Varianten der Klebsiellen-Carbapenemasen bekannt wie etwa KPC-1, KPC-2 und KPC-3.

### New Delhi Metallo-β-Lactamase 1 (NDM-1)-Stämme
Einem Artikel im Fachmagazin „The Lancet“ zufolge, wurden weltweit Bakterienstämme mit einem als NDM-1 bezeichneten Gen entdeckt, die gegen alle bisher bekannten Antibiotika, mit Ausnahme von Tigecyclin und Colistin, resistent sein sollen.
Das Gen ist bislang in den gramnegativen Enterobakterien Escherichia coli und Klebsiella pneumoniae aufgetaucht und besonders in Indien und Pakistan verbreitet. Es wurden aber auch bereits Fälle in Großbritannien, den Niederlanden, Australien und Schweden entdeckt, oft nach Operationen (insb. Schönheits-OPs) in den erstgenannten asiatischen Ländern.

### Multiresistente gramnegative Bakterien (MRGN)
Die zunehmend vielen verschiedenen Resistenzgene bei gramnegativen Bakterien führten zu einer neuen Definition durch die beim RKI eingerichtete Kommission für Krankenhaushygiene und Infektionsprävention (KRINKO), die 2012 veröffentlicht wurde, als Abkürzung für diese Bakteriengruppe wird MRGN verwendet. In englischsprachigen Veröffentlichungen finden auch die Bezeichnungen MDR (“Multidrug-resistant”) oder MDRGN (“Multidrug-resistant Gram-negative bacteria”) Verwendung.
Durch die KRINKO-Definition werden vier medizinisch relevante Antibiotikagruppen definiert, die bei einer schweren Infektion mit gramnegativen Bakterien (sowohl Mitglieder der Enterobakterien wie auch sogenannte Nonfermenter) verwendet werden und die Kriterien 3MRGN (Resistenz gegen 3 der insgesamt 4 Antibiotikagruppen) und 4MRGN (Resistenz gegen alle 4 Antibiotikagruppen) aufgeführt. In der im Bundesgesundheitsblatt veröffentlichten KRINKO-Empfehlung zu Hygienemaßnahmen bei Infektionen oder Besiedlung mit MRGN wird in Tabelle 3 anhand mehrerer Beispiele aufgeführt, unter welchen Bedingungen ein Bakterium als multiresistent im Sinne von 3MRGN bzw. 4MRG eingestuft wird, was in Abhängigkeit von den Antibiotika geschieht, gegen die es resistent ist. Dort aufgeführte Bakterienarten sind beispielsweise:
- Acinetobacter baumannii (Nonfermenter) als 3MRGN A. baumannii mit Resistenzen (R) gegen Piperacillin, Cefotaxim und Ciprofloxacin, aber sensibel (S) gegenüber Imipenem und Meropenem; als 4MRGN A. baumannii mit Resistenzen (R) gegen Piperacillin, Cefotaxim, Imipenem, Meropenem und Ciprofloxacin, aber sensibel (S) gegenüber Sulbactam (Sulbactam geht nicht in die Multiresistenz-Definition ein).[1] A. baumannii kann Lungenentzündungen (Pneumonien), Wundinfektionen und Sepsis verursachen.[15] Zu dem Bakterium gab es bis vor einigen Jahren wenig Inzidenz-Daten. Allerdings wird seit dem Jahr 2000 häufiger über durch A. baumannii verursachte Ausbrüche nosokomialer Infektionen berichtet, meistens durch Carbapenem-resistente Isolate. Eine Analyse von A. baumannii-Isolaten deutscher Universitätskliniken ergab, dass 2006 9 % davon multiresistent waren. Die genetische Untersuchung weltweit gesammelter A. baumannii-Isolate zeigte, dass es nur wenige klonale Linien gibt. Die Resistenzgene, die u. a. für die Carbapenem-Resistenz verantwortlich sind, wurden nach oder während der globalen Verbreitung dieser genetisch identischen Stämme aufgenommen. Die Ergebnisse genetischer Untersuchungen von A. baumannii-Isolaten, die bei Patienten im Krankenhaus gefunden wurden, weisen darauf hin, dass die Besiedelung oder die Infektion erst im Zeitraum der medizinischen Behandlung erfolgte.[1]
- Pseudomonas aeruginosa (Nonfermenter) als 3MRGN P. aeruginosa mit Resistenzen (R) gegen 3 der 4 obengenannten Antibiotikaklassen: Piperacillin, Imipenem, Meropenem und Ciprofloxacin, aber zum Beispiel sensibel (S) oder (I = increased exposure) gegenüber Ceftazidim und Cefepim; als 4MRGN P. aeruginosa mit Resistenzen (R) gegenüber allen genannten 4 Antibiotikaklassen Piperacillin, Cefepim, Imipenem und Ciprofloxacin. Intermediäre Ergebnisse bedeuten seit 2019 keine Wertung als resistentes Ergebnis, sondern entsprechen per definitionem einer Erhöhung gegenüber der Standarddosierung.[16] In Europa waren 2009 16 % der untersuchten Isolate von P. aeruginosa multiresistent im Sinne von 3MRGN oder 4MRGN.[1] P. aeruginosa ist ein Krankenhauskeim, der durch seinen Stoffwechsel und seine Zellmembranstruktur Mehrfachresistenzen gegenüber Antibiotika aufweist.[17] Mit ca. 10 % aller Krankenhausinfektionen gehört P. aeruginosa zu den in Deutschland am häufigsten auftretenden Krankenhauskeimen (Stand 2008).[18]
- Klebsiella pneumoniae (Enterobakterien) als 3MRGN K. pneumoniae mit Ciprofloxacin (R) und ESBL; als 4MRGN K. pneumoniae mit Piperacillin (R), Cefotaxim (R), Imipenem (R), Meropenem (R) und Ciprofloxacin (R), aber sensibel (S) gegenüber Ceftazidim (laut der Definition muss Cefotaxim oder Ceftazidim R sein).[1] Diese Kombination könnte auch als KPC-Stamm (siehe oben) bezeichnet werden.

Eher selten werden weitere Arten der Enterobakterien als 3MRGN oder 4MRGN klassifiziert. Bei Proteus spp. (z. B. Proteus mirabilis), Morganella morganii und Providencia spp. kann eine verminderte Empfindlichkeit gegen Imipenem natürlicherweise vorkommen, was eine Einstufung auf nur dieser Grundlage als 3MRGN oder 4MRGN nicht zulässt, ein (R) bezogen auf Meropenem jedoch schon. Enterobacter cloacae, Enterobacter aerogenes (die aktuelle Bezeichnung ist Klebsiella aerogenes), Citrobacter freundii, Serratia marcescens oder andere Spezies mit chromosomaler AmpC weisen durch dieses Gen ebenfalls eine natürliche Resistenz gegen Cephalosporine auf. Nur wenn sie zusätzlich noch gegen Ciprofloxacin resistent sind, werden sie als 3MRGN bezeichnet.

### Weitere Problemkeime
- Mehrfach-resistente gram-positive Bakterien (MRGP/MDRGP)
  - Bakterium Clostridium difficile als Verursacher von unter Umständen lebensbedrohendem Durchfall[19]
  - Mycobacterium tuberculosis als Verursacher der Multidrug-Resistant Tuberculosis (MDR-TB) /  XDR-TB: extrem resistentes Tuberkulosebakterium
  - Penicillin-resistente Pneumokokken
- Mehrfach-resistente gramnegative Bakterien
  - Bakterien der Gattung Campylobacter als Verursacher von Campylobacter-Enteritis[20][21]
  - Bakterien der Gattung Salmonella, allgemein als Salmonellen bezeichnet, als Verursacher von Durchfallerkrankungen (neben bislang multiresistenten Stämmen von Salmonella choleraesuis[22] und Salmonella Typhimurium[23] nunmehr auch von Salmonella saintpaul und Salmonella anatum)[24] Salmonella ssp. werden in der KRINKO-Definition von MRGN nicht erfasst, da sie üblicherweise nicht an nosokomialen Infektionen beteiligt sind. Dennoch gibt es Arten mit ESBL und Carbapenem-Resistenz.[1]
  - Einige Serogruppen des Enterohämorrhagischen Escherichia coli Bakteriums (EHEC), insbesondere der Erregerstamm HUSEC 41 des Sequenztyps ST678, auch Serotyp O104 genannt.[25]
Anfang 2016 sind in den USA bei einer Patientin in Pennsylvania multiresistente Escherichia coli Bakterien gefunden worden, die selbst gegen Colistin resistent waren. Bei diesem Bakterienstamm wurden auf zwei ringförmigen Erbgutstücken (Plasmide) neben 14 anderen Resistenzgenen auch das MCR-1 Gen gefunden, das diese Bakterien nunmehr selbst gegen das letzte Reserveantibiotikum widerstandsfähig macht. Nach Ansicht der Forscher läutet MCR-1 die Entstehung wirklich panresistenter Bakterien ein.[26] Nach anschließend erstmals gestarteter gezielter Suche ist dieses Gen mittlerweile weltweit und damit auch in Deutschland in Proben von multiresistenten Erregern gefunden worden.[27][28]
EHEC und andere E. coli mit besonderen Virulenzeigenschaften werden in der KRINKO-Definition von MRGN nicht erfasst, da bei ihrem Auftreten schon durch ihre Virulenz an sich besondere Schutzmaßnahmen erforderlich sind.[1]
- Andere mehrfach-resistente Krankheitserreger
  - einzellige Parasiten der Gattung Plasmodium
    - Plasmodium falciparum, Verursacher der Malaria tropica
    - Plasmodium vivax oder Plasmodium ovale, Verursacher der Malaria tertiana
    - Plasmodium malariae, Verursacher der Malaria quartana

## Maßnahmen
Mögliche Ansatzpunkte ergeben sich aus den beschriebenen Ursachen.

### Gesundheitspolitische Gegenmaßnahmen
Für gezielte Präventionsmaßnahmen werden verlässliche Daten zur Antibiotika-Resistenz (Auftreten und Verbreitung multiresistenter Erreger sowie die Erfassung ihrer Resistenzen) sowie zum Antibiotika-Verbrauch benötigt. Dazu gibt es in Deutschland seit Beginn des 21. Jahrhunderts mehrere sogenannte Surveillance-Systeme, beispielsweise die Surveillance der Antibiotika-Anwendung und der bakteriellen Resistenzen auf Intensivstationen (SARI), die vom Nationalen Referenzzentrum für Surveillance von nosokomialen Infektionen am Institut für Hygiene und Umweltmedizin, Charité Berlin und vom Institut für Umweltmedizin und Krankenhaushygiene der Universität Freiburg seit 2000 organisiert wird. Einen Überblick über derartige Systeme hat das Robert Koch-Institut (RKI) 2015 herausgegeben.

### Entwicklung neuer Antibiotika
Die Weltgesundheitsorganisation (WHO) hat 2017 erstmals eine Liste antibiotikaresistenter Bakterien veröffentlicht, die die „größte Bedrohung der menschlichen Gesundheit darstellen“ (englisch: “[…] that pose the greatest threat to human health.”). Damit soll die Forschung und Entwicklung neuer antibiotischer Wirkstoffe vorangebracht werden, da viele der bekannten und in der Medizin eingesetzten Antibiotika bei diesen multiresistenten Erregern versagen und den Ärzten die Behandlungsoptionen ausgehen. In der Forschung werden dabei verschiedene Ansätze verfolgt.
Die aufgeführten Bakterien sind in drei Kategorien eingeteilt, entsprechend der Dringlichkeit, mit der neue Wirkstoffe benötigt werden:
- Kategorie 1: kritisch (engl. „Priority 1: Critical“) beinhaltet Acinetobacter baumannii, Carbapenem-resistent; Pseudomonas aeruginosa, Carbapenem-resistent; Enterobacteriaceae, Carbapenem-resistent, ESBL-produzierend.
- Kategorie 2: hoch (engl. „Priority 2: High“) beinhaltet Enterococcus faecium, Vancomycin-resistent; Staphylococcus aureus, Methicillin-resistent, Vancomycin-intermediär und -resistent; Helicobacter pylori, Clarithromycin-resistent; Campylobacter spp., Fluorchinolon-resistent; Salmonellae, Fluorchinolon-resistent; Neisseria gonorrhoeae, Cephalosporin-resistent, Fluorchinolon-resistent.
- Kategorie 3: mittel (engl. „Priority 3: Medium“) beinhaltet Streptococcus pneumoniae, nicht empfindlich gegen Penicillin; Haemophilus influenzae, Ampicillin-resistent; Shigella spp., Fluorchinolon-resistent.[29]

### Abwasserbehandlung
Ein Teil der Antibiotika im Abwasser passiert die Kläranlage. Zur Eindämmung der Spurenstoffe im Wasser, wozu diese gehören, wurde die kommunale Abwasserrichtlinie 91/271/EWG von 1991 im Herbst 2024 novelliert. In ihr ist festgelegt, dass die EU-Mitgliedsstaaten bis 2045 Kläranlagen ab einer bestimmten Größe mit einer sogenannten 4. Reinigungsstufe ausgestattet sein müssen, um Spurenstoffen abzureichern. In der Schweiz ist dieser zusätzliche Reinigungsschritt bereits seit dem 1. Dezember 2016 gesetzlich geregelt.

## Dokumentationen
- Stille Pandemie – Der globale Kampf gegen Antibiotika-Resistenz. TV-Dokumentation in 4K von Leopold Hoesch, D 2022, BROADVIEW Pictures, in Koproduktion mit dem ZDF und in Zusammenarbeit mit ARTE; Regie: Michael Wech. (Filmtipp (Audio, 5 Minuten) bei swr.de)
- ARD Wissen: Wenn dein Medikament nicht mehr wirkt - Lena Ganschow und die Antibiotika-Krise. TV-Dokumentation von Lena Ganschow, D 2024 für ARD.